# Convocazioni alla Volleyball Nations League femminile 2021
Elenco delle giocatrici convocate per la Volleyball Nations League 2021.

## Belgio
| N° | Nome               | Ruolo | Data di nascita   | Squadra              |
| -- | ------------------ | ----- | ----------------- | -------------------- |
| -  | Gert Vande Broek   | All   | 28 febbraio 1967  | -                    |
| 2  | Elise Van Sas      | P     | 1º agosto 1997    | Oudegem              |
| 3  | Britt Herbots      | S     | 24 settembre 1989 | AGIL                 |
| 4  | Nathalie Lemmens   | C     | 12 marzo 1995     | Saint-Cloud Paris SF |
| 5  | Jodie Guilliams    | S     | 26 aprile 1997    | Vilsbiburg           |
| 6  | Helena Gilson      | O     | 28 giugno 1999    | Limburg              |
| 7  | Celine Van Gestel  | S     | 7 novembre 1997   | San Casciano         |
| 9  | Nel Demeyer        | L     | 21 marzo 2001     | Oudegem              |
| 10 | Dominika Sobolska  | C     | 3 dicembre 1991   | Târgoviște           |
| 11 | Amber De Tant      | L     | 22 marzo 1998     | Oudegem              |
| 12 | Charlotte Krenicky | P     | 29 giugno 2000    | Limburg              |
| 13 | Marlies Janssens   | C     | 4 giugno 1997     | Asterix Avo          |
| 14 | Lise De Valkeneer  | S     | 16 gennaio 1990   | Charleroi            |
| 15 | Jutta van de Vyver | P     | 11 giugno 1996    | Asterix Avo          |
| 17 | Ilka van de Vyver  | P     | 26 gennaio 1993   | Târgoviște           |
| 18 | Britt Rampelberg   | L     | 5 giugno 2000     | Asterix Avo          |
| 19 | Silke Van Avermaet | C     | 2 giugno 1999     | Asterix Avo          |
| 21 | Manon Stragier     | S     | 12 marzo 1999     | Asterix Avo          |

## Brasile
| N° | Nome                   | Ruolo | Data di nascita   | Squadra            |
| -- | ---------------------- | ----- | ----------------- | ------------------ |
| -  | José Roberto Guimarães | All   | 31 luglio 1954    | Barueri            |
| 2  | Caroline Gattaz        | C     | 27 luglio 1981    | Minas              |
| 3  | Danielle Lins          | P     | 5 gennaio 1985    | Bauru              |
| 5  | Adenízia da Silva      | C     | 18 dicembre 1986  | Bauru              |
| 6  | Nyeme Costa            | L     | 11 settembre 1998 | Barueri            |
| 7  | Rosamaria Montibeller  | O     | 9 aprile 1994     | Casalmaggiore      |
| 8  | Mácris Carneiro        | P     | 3 marzo 1989      | Minas              |
| 9  | Roberta Ratzke         | P     | 28 aprile 1990    | Osasco             |
| 10 | Gabriela Guimarães     | S     | 19 maggio 1994    | VakıfBank          |
| 11 | Tandara Caixeta        | O     | 30 ottobre 1988   | Osasco             |
| 12 | Natália Pereira        | S     | 4 aprile 1989     | Dinamo Mosca       |
| 13 | Sheilla de Castro      | O     | 1º luglio 1983    | Athletes Unlimited |
| 15 | Ana Carolina da Silva  | C     | 8 aprile 1991     | Praia Clube        |
| 16 | Fernanda Garay         | S     | 10 maggio 1986    | Praia Clube        |
| 17 | Ana Cristina de Souza  | S     | 7 aprile 2004     | Rio de Janeiro     |
| 18 | Camila Brait           | L     | 28 ottobre 1988   | Osasco             |
| 20 | Ana Beatriz Corrêa     | C     | 7 febbraio 1992   | Osasco             |
| 24 | Lorenne Teixeira       | O     | 8 giugno 1996     | Rio de Janeiro     |
| 28 | Mayany de Souza        | C     | 24 novembre 1996  | Osasco             |

## Canada
| N° | Nome                | Ruolo | Data di nascita  | Squadra             |
| -- | ------------------- | ----- | ---------------- | ------------------- |
| -  | Shannon Winzer      | All   | -                | -                   |
| 1  | Cassandra Bujan     | L     | 25 aprile 1996   | Emevé               |
| 3  | Kiera Van Ryk       | O     | 6 gennaio 1999   | Developres Rzeszów  |
| 5  | Danielle Smith      | P     | 29 aprile 1990   | Argeș Pitești       |
| 6  | Jazmine White       | C     | 14 dicembre 1993 | Vilsbiburg          |
| 7  | Layne Van Buskirk   | C     | 19 febbraio 1998 | Chamalières         |
| 8  | Alicia Ogoms        | C     | 2 aprile 1994    | San Casciano        |
| 9  | Alexa Gray          | S     | 7 agosto 1994    | UYBA                |
| 11 | Andrea Mitrovic     | S     | 3 giugno 1999    | Târgu Mureș         |
| 12 | Jennifer Cross      | C     | 4 luglio 1992    | Yeşilyurt           |
| 13 | Brie O'Reilly       | P     | 24 gennaio 1998  | Athletes Unlimited  |
| 14 | Hilary Howe         | S     | 16 giugno 1998   | Trinity Western     |
| 15 | Shainah Joseph      | O     | 15 maggio 1995   | Saitama Ageo Medics |
| 16 | Caroline Livingston | S     | 2 aprile 1996    | Mougins             |
| 18 | Kim Robitaille      | P     | 16 ottobre 1991  | Quimper             |
| 19 | Emily Maglio        | C     | 13 novembre 1996 | Nilüfer             |
| 22 | Kennedy Snape       | L     | 19 maggio 1997   | -                   |
| 23 | Parker Austin       | S     | 27 giugno 2001   | North Carolina      |

## Cina
| N° | Nome            | Ruolo | Data di nascita  | Squadra          |
| -- | --------------- | ----- | ---------------- | ---------------- |
| -  | Lang Ping       | All   | 10 dicembre 1960 | -                |
| 1  | Yuan Xinyue     | C     | 21 dicembre 1996 | Jiangsu          |
| 2  | Zhu Ting        | S     | 29 novembre 1994 | Tianjin          |
| 3  | Diao Linyu      | P     | 7 aprile 1994    | Jiangsu          |
| 4  | Yang Hanyu      | C     | 12 ottobre 1992  | Shandong         |
| 5  | Gao Yi          | C     | 22 luglio 1998   | Shanghai         |
| 6  | Gong Xiangyu    | O     | 21 aprile 1997   | Jiangsu          |
| 7  | Wang Yuanyuan   | C     | 14 luglio 1997   | Tianjin          |
| 8  | Li Yao          | S     | 23 ottobre 1995  | Guangdong Hengda |
| 9  | Zhang Changning | S     | 6 novembre 1995  | Jiangsu          |
| 10 | Liu Xiaotong    | S     | 16 febbraio 1990 | Beijing          |
| 11 | Yao Di          | P     | 15 agosto 1992   | Tianjin          |
| 12 | Li Yingying     | S     | 19 febbraio 2000 | Tianjin          |
| 14 | Zheng Yixin     | C     | 6 maggio 1995    | Fujian           |
| 15 | Lin Li          | L     | 5 luglio 1992    | Fujian           |
| 16 | Ding Xia        | P     | 13 gennaio 1990  | Liaoning         |
| 17 | Yan Ni          | C     | 2 marzo 1987     | Liaoning         |
| 18 | Wang Mengjie    | L     | 14 novembre 1995 | Shandong         |
| 19 | Liu Yanhan      | S     | 19 gennaio 1993  | -                |
| 22 | Duan Fang       | S     | 26 dicembre 1994 | Liaoning         |

## Corea del Sud
| N° | Nome             | Ruolo | Data di nascita  | Squadra           |
| -- | ---------------- | ----- | ---------------- | ----------------- |
| -  | Stefano Lavarini | All   | 17 gennaio 1979  | AGIL              |
| 1  | Lee So-young     | S     | 17 ottobre 1994  | GS Caltex Seoul   |
| 2  | Lee Da-hyeon     | C     | 11 novembre 2001 | Hyundai Hillstate |
| 3  | Yeum Hye-seon    | P     | 3 febbraio 1991  | KGC Ginseng       |
| 5  | Han Da-hye       | L     | 28 febbraio 1995 | GS Caltex Seoul   |
| 6  | Kim Da-in        | P     | 15 ottobre 1998  | Hyundai Hillstate |
| 7  | Ahn Hye-jin      | P     | 16 febbraio 1998 | GS Caltex Seoul   |
| 8  | Park Eun-jin     | C     | 15 dicembre 1999 | KGC Ginseng       |
| 9  | Oh Ji-young      | L     | 11 luglio 1998   | KGC Ginseng       |
| 10 | Kim Yeon-koung   | S     | 26 febbraio 1988 | Pink Spiders      |
| 12 | Han Song-yi      | C     | 5 settembre 1984 | KGC Ginseng       |
| 13 | Park Jeong-ah    | O     | 26 marzo 1993    | Korea Expressway  |
| 14 | Yang Hyo-jin     | C     | 14 dicembre 1989 | Hyundai Hillstate |
| 15 | Yuk Seo-young    | S     | 9 giugno 2001    | IBK Altos         |
| 16 | Jeong Ji-yun     | O     | 1º gennaio 2001  | Hyundai Hillstate |
| 19 | Pyo Seung-ju     | S     | 7 agosto 1992    | IBK Altos         |

## Germania
| N° | Nome                | Ruolo | Data di nascita  | Squadra         |
| -- | ------------------- | ----- | ---------------- | --------------- |
| -  | Felix Koslowski     | All   | 18 marzo 1984    | Schweriner      |
| 1  | Linda Bock          | L     | 27 maggio 2000   | Münster         |
| 2  | Pia Kästner         | P     | 29 giugno 1998   | MTV Stoccarda   |
| 4  | Denise Imoudu       | P     | 14 dicembre 1995 | Schweriner      |
| 5  | Jana Franziska Poll | S     | 7 maggio 1988    | PTSV Aachen     |
| 6  | Jennifer Geerties   | S     | 5 aprile 1994    | Dresdner        |
| 7  | Ivana Vanjak        | S     | 30 maggio 1995   | ASPTT Mulhouse  |
| 8  | Kimberly Drewniok   | O     | 11 agosto 1997   | Savino Del Bene |
| 9  | Lina Alsmeier       | S     | 29 giugno 2000   | Schweriner      |
| 10 | Lena Stigrot        | S     | 20 dicembre 1994 | Dresdner        |
| 12 | Hanna Orthmann      | S     | 3 ottobre 1998   | Pro Victoria    |
| 14 | Marie Schölzel      | C     | 1º agosto 1997   | Schweriner      |
| 16 | Lea Ambrosius       | C     | 22 maggio 2000   | Schweriner      |
| 17 | Anna Pogany         | L     | 21 luglio 1994   | Schweriner      |
| 20 | Josepha Bock        | C     | 23 gennaio 2000  | Vilsbiburg      |
| 21 | Camilla Weitzel     | C     | 11 giugno 2000   | Dresdner        |
| 24 | Anastasia Cekulaev  | C     | 1º luglio 2003   | Potsdam         |

## Giappone
| N° | Nome             | Ruolo | Data di nascita  | Squadra           |
| -- | ---------------- | ----- | ---------------- | ----------------- |
| -  | Kumi Nakada      | All   | 3 settembre 1965 | -                 |
| 1  | Ai Kurogo        | S     | 14 giugno 1988   | Toray Arrows      |
| 2  | Sarina Koga      | S     | 21 maggio 1996   | NEC Red Rockets   |
| 3  | Haruyo Shimamura | C     | 4 marzo 1992     | NEC Red Rockets   |
| 5  | Erika Araki      | C     | 3 agosto 1984    | Toyota Queenseis  |
| 7  | Yuki Ishii       | S     | 8 maggio 1991    | Hisamitsu Springs |
| 8  | Mayu Ishikawa    | S     | 14 maggio 2000   | Toray Arrows      |
| 9  | Kanami Tashiro   | P     | 25 marzo 1991    | Denso Airybees    |
| 10 | Aika Akutagawa   | C     | 3 aprile 1991    | JT Marvelous      |
| 11 | Yurie Nabeya     | S     | 15 dicembre 1993 | Denso Airybees    |
| 13 | Mai Okumura      | C     | 31 ottobre 1990  | Denso Airybees    |
| 14 | Mako Kobata      | L     | 15 agosto 1992   | JT Marvelous      |
| 15 | Kotoe Inoue      | L     | 15 febbraio 1990 | Denso Airybees    |
| 19 | Nichika Yamada   | C     | 24 febbraio 2000 | NEC Red Rockets   |
| 20 | Nanami Seki      | P     | 12 giugno 1999   | Toray Arrows      |
| 21 | Kotona Hayashi   | S     | 13 novembre 1999 | JT Marvelous      |
| 24 | Aki Momii        | P     | 7 ottobre 2000   | JT Marvelous      |

## Italia
| N° | Nome              | Ruolo | Data di nascita   | Squadra         |
| -- | ----------------- | ----- | ----------------- | --------------- |
| -  | Giulio Bregoli    | All   | 11 settembre 1974 | Chieri '76      |
| 2  | Francesca Bosio   | P     | 7 agosto 1997     | Chieri '76      |
| 4  | Sara Bonifacio    | C     | 3 luglio 1996     | AGIL            |
| 12 | Anastasia Guerra  | S     | 15 ottobre 1996   | San Casciano    |
| 15 | Sylvia Nwakalor   | O     | 12 agosto 1999    | San Casciano    |
| 19 | Camilla Mingardi  | O     | 19 ottobre 1997   | UYBA            |
| 21 | Marina Lubian     | C     | 11 aprile 2000    | Savino Del Bene |
| 22 | Rachele Morello   | P     | 7 novembre 2000   | Olimpia Teodora |
| 23 | Chiara De Bortoli | L     | 28 luglio 1997    | Chieri '76      |
| 24 | Alessia Mazzaro   | C     | 19 settembre 1998 | Chieri '76      |
| 25 | Rebecca Piva      | S     | 1º maggio 2001    | Olimpia Teodora |
| 26 | Ilaria Battistoni | P     | 22 aprile 1996    | AGIL            |
| 27 | Eleonora Furlan   | C     | 10 marzo 1995     | Trentino Rosa   |
| 28 | Giulia Melli      | S     | 8 gennaio 1998    | Trentino Rosa   |
| 29 | Sofia D'Odorico   | S     | 6 gennaio 1997    | Trentino Rosa   |
| 31 | Eleonora Fersino  | L     | 24 gennaio 2000   | Bergamo         |
| 32 | Loveth Omoruyi    | S     | 25 agosto 2002    | Imoco           |

## Paesi Bassi
| N° | Nome                   | Ruolo | Data di nascita   | Squadra           |
| -- | ---------------------- | ----- | ----------------- | ----------------- |
| -  | Avital Selinger        | All   | 10 marzo 1959     | Talent Team       |
| 1  | Kirsten Knip           | L     | 14 settembre 1992 | Sliedrecht        |
| 2  | Fleur Savelkoel        | S     | 22 agosto 1995    | Sliedrecht        |
| 4  | Celeste Plak           | S     | 26 ottobre 1995   | -                 |
| 7  | Juliët Lohuis          | C     | 10 settembre 1996 | MTV Stoccarda     |
| 8  | Demi Korevaar          | C     | 9 agosto 2000     | Münster           |
| 9  | Myrthe Schoot          | L     | 29 agosto 1988    | Vilsbiburg        |
| 10 | Sarah van Aalen        | P     | 21 giugno 2000    | Münster           |
| 11 | Anne Buijs             | S     | 2 dicembre 1991   | Praia Clube       |
| 12 | Britt Bongaerts        | P     | 3 novembre 1996   | ŁKS               |
| 13 | Hester Jasper          | S     | 7 maggio 2001     | MTV Stoccarda     |
| 16 | Indy Baijens           | C     | 4 febbraio 2001   | Chemik Police     |
| 17 | Nicole Oude Luttikhuis | S     | 26 dicembre 1997  | Schweriner        |
| 18 | Marrit Jasper          | S     | 28 febbraio 1996  | Millenium Brescia |
| 19 | Nika Daalderop         | S     | 29 novembre 1998  | AGIL              |
| 21 | Annick Meijers         | S     | 23 marzo 2000     | Chieri '76        |
| 23 | Eline Timmerman        | C     | 30 dicembre 1998  | PTSV Aachen       |
| 24 | Laura de Zwart         | C     | 19 marzo 1999     | Suhl              |
| 25 | Florien Reesink        | L     | 9 giugno 1998     | Apollo 8          |
| 26 | Elles Dambrink         | O     | 22 giugno 2003    | Capelle           |
| 27 | Iris Scholten          | O     | 15 novembre 1999  | FTSV Straubing    |

## Polonia
| N° | Nome                 | Ruolo | Data di nascita  | Squadra             |
| -- | -------------------- | ----- | ---------------- | ------------------- |
| -  | Jacek Nawrocki       | All   | 20 agosto 1965   | -                   |
| 1  | Julia Nowicka        | P     | 21 ottobre 1998  | Budowlani Łódź      |
| 3  | Klaudia Alagierska   | C     | 2 gennaio 1996   | ŁKS                 |
| 5  | Agnieszka Kąkolewska | C     | 17 ottobre 1994  | Chemik Police       |
| 8  | Maria Stenzel        | L     | 25 novembre 1998 | Budowlani Łódź      |
| 9  | Magdalena Stysiak    | O     | 3 dicembre 2000  | Savino Del Bene     |
| 10 | Zuzanna Efimienko    | C     | 8 agosto 1989    | Developres Rzeszów  |
| 11 | Martyna Łukasik      | O     | 26 novembre 1999 | Chemik Police       |
| 13 | Monika Jagła         | L     | 4 gennaio 2000   | Joker Świecie       |
| 17 | Malwina Smarzek      | O     | 3 giugno 1996    | AGIL                |
| 19 | Monika Fedusio       | S     | 6 novembre 1999  | Budowlani Łódź      |
| 20 | Martyna Czyrniańska  | S     | 13 ottobre 2003  | SMS PZPS Szczyrk    |
| 21 | Karolina Drużkowska  | S     | 3 giugno 2002    | BKS                 |
| 26 | Katarzyna Wenerska   | P     | 9 marzo 1993     | Joker Świecie       |
| 27 | Martyna Łazowska     | P     | 10 aprile 2002   | SMS PZPS Szczyrk    |
| 30 | Olivia Różański      | S     | 5 giugno 1997    | Legionovia          |
| 78 | Aleksandra Gryka     | C     | 6 febbraio 2000  | Southern California |
| 88 | Zuzanna Górecka      | S     | 10 aprile 2000   | Budowlani Łódź      |

## Rep. Dominicana
| N° | Nome                  | Ruolo | Data di nascita   | Squadra            |
| -- | --------------------- | ----- | ----------------- | ------------------ |
| -  | Marcos Kwiek          | All   | 18 luglio 1967    | -                  |
| 1  | Annerys Vargas        | C     | 7 agosto 1981     | -                  |
| 3  | Lisvel Eve            | S     | 10 settembre 1991 | PTT                |
| 5  | Brenda Castillo       | L     | 5 giugno 1992     | Sesi               |
| 6  | Camil Domínguez       | P     | 7 dicembre 1991   | -                  |
| 7  | Niverka Marte         | P     | 19 ottobre 1990   | -                  |
| 11 | Marifranchi Rodríguez | C     | 29 agosto 1990    | -                  |
| 12 | Yokaty Pérez          | P     | 6 agosto 1988     | -                  |
| 14 | Prisilla Rivera       | S     | 29 dicembre 1984  | -                  |
| 16 | Yonkaira Peña         | S     | 10 maggio 1993    | Jakarta Pertamina  |
| 17 | Gina Mambrú           | O     | 21 gennaio 1986   | İlbank             |
| 18 | Bethania de la Cruz   | S     | 13 maggio 1987    | Athletes Unlimited |
| 20 | Brayelin Martínez     | S     | 11 settembre 1986 | Praia Clube        |
| 21 | Jineiry Martínez      | C     | 3 dicembre 1997   | Praia Clube        |
| 23 | Gaila González        | O     | 25 giugno 1997    | Kalecik            |
| 25 | Larysmer Martínez     | L     | 18 ottobre 1996   | -                  |

## Russia
| N° | Nome                 | Ruolo | Data di nascita  | Squadra               |
| -- | -------------------- | ----- | ---------------- | --------------------- |
| -  | Sergio Busato        | All   | 24 gennaio 1966  | -                     |
| 2  | Dar'ja Malygina      | O     | 4 aprile 1994    | Tulica                |
| 4  | Dar'ja Pilipenko     | L     | 9 giugno 1990    | Uraločka              |
| 5  | Arina Fedorovceva    | S     | 19 gennaio 2004  | Dinamo-Ak Bars        |
| 6  | Irina Zarjažko       | C     | 4 ottobre 1991   | Dinamo-Ak Bars        |
| 8  | Natalija Hončarova   | O     | 1º giugno 1989   | Dinamo Mosca          |
| 9  | Valerija Gorbunova   | O     | 21 marzo 2003    | Lipeck                |
| 10 | Polina Matveeva      | P     | 8 agosto 2002    | Zareč'e Odincovo      |
| 11 | Julija Brovkina      | C     | 31 maggio 2001   | Enisej                |
| 12 | Anna Lazareva        | O     | 31 gennaio 1997  | IBK Altos             |
| 13 | Evgenija Starceva    | P     | 12 febbraio 1989 | Dinamo-Ak Bars        |
| 14 | Irina Fetisova       | C     | 7 settembre 1994 | Dinamo Mosca          |
| 15 | Tat'jana Košeleva    | S     | 23 dicembre 1988 | Galatasaray           |
| 16 | Irina Voronkova      | S     | 20 ottobre 1995  | Lokomotiv Kaliningrad |
| 19 | Anna Malova          | L     | 16 aprile 1990   | Dinamo-Ak Bars        |
| 20 | Ekaterina Lazareva   | P     | 13 dicembre 1995 | Dinamo Krasnodar      |
| 22 | Tamara Zayceva       | L     | 16 dicembre 1994 | Dinamo Krasnodar      |
| 23 | Irina Kapustina      | S     | 20 aprile 1998   | Lipeck                |
| 24 | Ekaterina Pipunyrova | S     | 10 febbraio 2000 | Dinamo Krasnodar      |
| 25 | Ksenija Smirnova     | S     | 24 aprile 1998   | Uraločka              |

## Serbia
| N° | Nome                    | Ruolo | Data di nascita   | Squadra                |
| -- | ----------------------- | ----- | ----------------- | ---------------------- |
| -  | Aleksandar Vladisavljev | All   | -                 | Stella Rossa           |
| 2  | Katarina Lazović        | S     | 12 settembre 1999 | ŁKS                    |
| 3  | Sara Carić              | S     | 1º febbraio 2001  | TENT                   |
| 6  | Aleksandra Uzelac       | S     | 27 luglio 2007    | Železničar Lajkovac    |
| 7  | Ana Jakšić              | P     | 10 marzo 1998     | TENT                   |
| 21 | Jovana Kocić            | C     | 24 febbraio 1998  | Alba-Blaj              |
| 22 | Sara Lozo               | S     | 29 aprile 1997    | Altay                  |
| 23 | Mila Đorđević           | P     | 20 aprile 1998    | Stella Rossa           |
| 24 | Sofija Medić            | C     | 10 gennaio 1991   | Ub                     |
| 25 | Božica Marković         | C     | 17 agosto 1997    | Top Speed              |
| 26 | Vanja Savić             | O     | 13 maggio 2002    | Jedinstvo Stara Pazova |
| 27 | Vanja Bukilić           | C     | 13 giugno 1999    | Ohio State             |
| 28 | Jelena Delić            | C     | 17 luglio 2000    | Stella Rossa           |
| 31 | Sanja Đurđević          | L     | 25 marzo 1998     | Ub                     |
| 32 | Bojana Gočanin          | L     | 29 ottobre 2002   | TENT                   |
| 33 | Jovana Cvetković        | S     | 25 marzo 2002     | TENT                   |
| 34 | Jovana Mirosavljević    | S     | 16 gennaio 2000   | Železničar Lajkovac    |

## Stati Uniti
| N° | Nome                 | Ruolo | Data di nascita   | Squadra            |
| -- | -------------------- | ----- | ----------------- | ------------------ |
| -  | Karch Kiraly         | All   | 3 novembre 1960   | -                  |
| 1  | Micha Hancock        | P     | 10 novembre 1992  | AGIL               |
| 2  | Jordyn Poulter       | P     | 31 luglio 1997    | UYBA               |
| 3  | Kathryn Plummer      | S     | 16 ottobre 1998   | Denso Airybees     |
| 4  | Justine Wong-Orantes | L     | 6 ottobre 1995    | Wiesbaden          |
| 6  | TeTori Dixon         | C     | 4 agosto 1992     | Athletes Unlimited |
| 7  | Lauren Carlini       | P     | 28 febbraio 1995  | Türk Hava Yolları  |
| 8  | Hannah Tapp          | C     | 21 giugno 1995    | Hitachi Rivale     |
| 10 | Jordan Larson        | S     | 16 ottobre 1986   | Athletes Unlimited |
| 11 | Andrea Drews         | O     | 25 dicembre 1993  | JT Marvelous       |
| 12 | Jordan Thompson      | O     | 5 maggio 1987     | Eczacıbaşı         |
| 13 | Sarah Wilhite        | S     | 20 giugno 1995    | Nilüfer            |
| 14 | Michelle Bartsch     | S     | 12 febbraio 1990  | VakıfBank          |
| 15 | Kimberly Hill        | S     | 30 novembre 1989  | Imoco              |
| 16 | Foluke Akinradewo    | C     | 5 ottobre 1987    | Hisamitsu Springs  |
| 17 | Megan Courtney       | L     | 27 ottobre 1993   | Savino Del Bene    |
| 22 | Haleigh Washington   | C     | 22 settembre 1995 | AGIL               |
| 23 | Kelsey Robinson      | S     | 25 giugno 1992    | Fenerbahçe         |
| 24 | Chiaka Ogbogu        | C     | 15 aprile 1995    | Eczacıbaşı         |

## Thailandia
| N° | Nome                  | Ruolo | Data di nascita  | Squadra           |
| -- | --------------------- | ----- | ---------------- | ----------------- |
| -  | Kittikun Sriutthawong | All   | 3 agosto 1986    | -                 |
| 2  | Piyanut Pannoy        | L     | 10 novembre 1989 | Supreme Chonburi  |
| 3  | Sirima Manakij        | P     | 11 gennaio 1991  | Nakhon Ratchasima |
| 5  | Pleumjit Thinkaow     | C     | 9 novembre 1983  | Supreme Chonburi  |
| 6  | Onuma Sittirak        | S     | 13 giugno 1986   | Diamond Food      |
| 8  | Tirawan Sang-Ob       | C     | 24 giugno 1998   | Supreme Chonburi  |
| 9  | Sutadta Chuewulim     | S     | 19 dicembre 1992 | Supreme Chonburi  |
| 10 | Wilavan Apinyapong    | S     | 6 giugno 1984    | Supreme Chonburi  |
| 11 | Amporn Hyapha         | C     | 19 maggio 1985   | Diamond Food      |
| 12 | Tapaphaipun Chaisri   | S     | 29 novembre 1989 | Idea Khonkaen     |
| 13 | Nootsara Tomkom       | P     | 7 luglio 1985    | Diamond Food      |
| 14 | Pattiya Juangjan      | S     | 16 gennaio 1998  | Supreme Chonburi  |
| 15 | Malika Kanthong       | O     | 8 gennaio 1987   | Diamond Food      |
| 17 | Gullapa Piampongsan   | P     | 17 marzo 1991    | Diamond Food      |
| 19 | Karina Krause         | C     | 11 febbraio 1989 | Nakhon Ratchasima |
| 20 | Soraya Phomla         | P     | 6 agosto 1992    | Supreme Chonburi  |
| 22 | Chatsuda Nilapa       | S     | 11 dicembre 1998 | Nakhon Ratchasima |
| 24 | Watchareeya Nuanjam   | C     | 22 luglio 1996   | Supreme Chonburi  |

## Turchia
| N° | Nome              | Ruolo | Data di nascita   | Squadra           |
| -- | ----------------- | ----- | ----------------- | ----------------- |
| -  | Giovanni Guidetti | All   | 20 settembre 1972 | VakıfBank         |
| 2  | Simge Aköz        | L     | 23 aprile 1991    | Eczacıbaşı        |
| 3  | Cansu Özbay       | P     | 17 ottobre 1996   | VakıfBank         |
| 4  | Tuğba Şenoğlu     | S     | 2 febbraio 1998   | VakıfBank         |
| 5  | Şeyma Ercan       | S     | 5 luglio 1994     | Türk Hava Yolları |
| 6  | Kübra Akman       | C     | 13 ottobre 1994   | VakıfBank         |
| 7  | Hande Baladın     | S     | 1º settembre 1997 | Eczacıbaşı        |
| 8  | Yasemin Güveli    | C     | 5 febbraio 1999   | Eczacıbaşı        |
| 9  | Meliha İsmailoğlu | S     | 17 settembre 1993 | VakıfBank         |
| 10 | Ayça Aykaç        | L     | 27 febbraio 1996  | VakıfBank         |
| 11 | Naz Aydemir       | P     | 14 agosto 1990    | Fenerbahçe        |
| 12 | Buse Ünal         | P     | 29 luglio 1997    | Nilüfer           |
| 13 | Meryem Boz        | O     | 3 febbraio 1988   | Aydın BB          |
| 14 | Eda Erdem         | C     | 22 febbraio 1987  | Fenerbahçe        |
| 16 | Saliha Şahin      | S     | 5 novembre 1998   | Eczacıbaşı        |
| 18 | Zehra Güneş       | C     | 7 luglio 1999     | VakıfBank         |
| 19 | Aslı Kalaç        | C     | 13 dicembre 1995  | Türk Hava Yolları |
| 20 | Derya Cebecioğlu  | S     | 24 ottobre 2000   | Yeşilyurt         |
| 22 | İlkin Aydın       | S     | 5 gennaio 2000    | Galatasaray       |
| 99 | Ebrar Karakurt    | O     | 17 gennaio 2000   | Türk Hava Yolları |